# Roberto Dias Branco
Roberto Dias Branco   (São Paulo, 7 de gener de 1943 - São Paulo, 26 de setembre de 2007) fou un futbolista brasiler de la dècada de 1960.
La major part de la seva carrera la passà a São Paulo FC. Fou 20 cops internacional amb la selecció brasilera.